# Ruché
Ruché is een Italiaanse rode druivensoort, die nog sporadisch voorkomt in de noordelijke regio Piëmont.

## Gebieden
De druif wordt slechts in een klein gebied verbouwd, nog geen 40 hectare groot, maar is van een dusdanige kwaliteit dat het de DOC-status heeft in Castagnole Monferrato. Ook in omliggende dorpen zoals Portacomaro, Grana en Montemagno komt deze zeldzame druif voor. Het gebied ligt ten zuiden van de bekendere plaats Asti, waar de oorsprong wordt verondersteld.

## Kenmerken
Het eerste wat opvalt is dat de wijn een lichte kleur heeft, wat betekent dat er weinig kleurpigmenten worden aangemaakt. De wijn is aromatisch met florale tonen en rode bessen. Tannines zijn zeker aanwezig, maar zijn zacht en rond. De zuurgraad is voor deze druif behoorlijk hoog en zorgt voor een goede balans met de tannines.

## Synoniemen
Moscatellina, Romitagi, Rouche, Rouchet.